# Bertula restricta
Bertula restricta är en fjärilsart som beskrevs av Moore 1882. Bertula restricta ingår i släktet Bertula och familjen nattflyn. Inga underarter finns listade i Catalogue of Life.